# 국립한국교통대학교 의왕도서관
한국교통대학교 의왕도서관은 한국교통대학교에서 운영하는 도서관이다. 경기도 의왕시 철도박물관로 157에 위치하고 있다.

## 역사
- 1980년 3월 : 철도전문대학에서 도서관을 설치함에 따라 개관하였다.[1]
- 1985년 8월 5일 : 철도전문대학이 경기도 의왕시의 부곡교육단지로 이전[2]하면서 도서관도 같이 이전하였다.[1]
- 1995년 8월 4일 : 철도전문대학의 본관 건물이 1개층 증축되면서 본관 4층으로 이전하였다.[2]
- 1999년 3월 1일 : 철도전문대학의 교명이 한국철도대학으로 변경되었다.[2]
- 2003년 8월 : 도서관의 명칭이 철도도서관으로 변경되었다.[1]
- 2005년 9월 1일 : 철도도서관, 전자계산소, 100주년기념관이 학술정보관으로 통합됐다.[1]
- 2011년 4월 15일 : 학술정보관이 도서관, 전산정보관으로 분리되었다.[1]
- 2012년 3월 1일 : 한국철도대학이 한국교통대학교로 통합됨에 따라[2] 도서관의 명칭이 한국교통대학교 의왕도서관으로 변경되었다.[1]

## 이용 안내

### 이용 시간
| 구분                        | 이용 시간            | 비고                            |
| --------------------------- | -------------------- | ------------------------------- |
| 종합자료실                  | 오전 9시 ~ 오후 6시  | 토요일, 일요일 및 공휴일은 휴관 |
| 참고자료실 및 정기 간행물실 | 오전 9시 ~ 오후 6시  | 토요일, 일요일 및 공휴일은 휴관 |
| 열람실                      | 오전 7시 ~ 오후 11시 | 시험기간은 24시간 개방          |

### 도서대출 책수 및 기간
| 구분                         | 책 수 | 기간  |
| ---------------------------- | ----- | ----- |
| 학부생                       | 5책   | 10일  |
| 대학원생                     | 10책  | 30일  |
| 직원                         | 10책  | 30일  |
| 겸임교수, 교환교수, 시간강사 | 5책   | 30일  |
| 전임강사 이상 교수           | 20책  | 3개월 |
| 도서관 회원                  | 2책   | 7일   |

### 도서의 대출반납
- 도서관내 모든 자료는 자유로이 열람 및 검색할 수 있으며, 도서를 대출하고자 할 때에는 ID Card(학생증)와 도서를 함께 대출창구에 제출하여 소정의 절차를 거친 후 대출한다.
- 도서 대출증은 학생증으로 통합 사용하며, 대출시 항상 소지하여야 한다.
- 대출한 책은 기일 내에 반납하여야 하며, 반납 연체시 연체기간만큼 대출이 중지된다.
- 대출한 도서는 1회에 한하여 연장(재대출) 할 수 있으나, 연체한 경우 또는 다른 이용자가 대출 예약한 경우는 재대출할 수 없다.

### 실별 안내

#### 종합자료실
종합자료실에는 7만 여권의 자료가 소장되어 있어 이용자가 서가에서 자유롭게 자료를 열람은 할 수 있으며, 필요한 자료를 대출해 갈 수 있다. 종합자료실의 자료는 한국십진분류법(KDC)에 의해 배열되어 있으며, 철도 및 교통에 관련한 자료는 특별히 따로 구분하여 배열되어 있다. 종합자료실에는 메모지나 노트 외에 가방이나 기타 소지품은 가지고 들어갈 수 없다.

#### 참고 자료실 및 정기간행물실
참고자료실 및 정기간행물실에 비치되어 있는 자료는 이용자가 자료를 서가에서 자유롭게 열람할 수는 있으나, 일반 도서와 달리 관외 대출이 허용되지 않으며, 실 내에 비치되어 있는 복사기로 필요한 자료를 복사하여 이용할 수 있다. 여기에 비치된 자료는 참고자료인 백과사전, 연감, 인명사전, 각 국어사전, 석 박사 학위논문, 대학 요람 등이 있고, 정기간행물로는 국내외에서 발행되는 철도관련 및 각 전공별 학술지 및 교양지, 일간 신문 등이 비치되어 있다.

#### 열람실
열람실은 학생들이 학습에 전념할 수 있도록 쾌적한 냉난방 시설을 갖추고 학생들이 자유롭게 이용할 수 있도록 하였으며, 시험기간 중에는 24시간 개방하고 있다. 열람실은 여러 학생들이 같이 사용하는 곳으로 책이나 기타 소지품을 계속 두고 다니지 못하도록 하고 있으며, 또한 정숙한 면학 분위기를 위하여 음식물 반입을 금지하고 있다.

### 총 장서 수
- 71,128권